# ویلم مینگلبرخ
ویلم مینگلبرخ (هلندی: Willem Mengelberg؛ ‏ ۲۸ مارس ۱۸۷۱ – ۲۱ مارس ۱۹۵۱) موسیقی‌دان و رهبر ارکستر اهل پادشاهی هلند بود.: ۵۹ 
یکی از دلایل شهرت او، اجراهای مشهورش از آثار ریشارد اشتراوس و گوستاو مالر با ارکستر سمفونیک سلطنتی هلند است. مینگلبرخ عضو افتخاری انجمن فیلارمونیک سلطنتی بود.
او فرزند مجسمه‌ساز برجستهٔ آلمانی-هلندی «فریدریش ویلهلم مینگلبرگ» بود.